# Don Budge
John Donald Budge (Oakland, 13 giugno 1915 – Scranton, 26 gennaio 2000) è stato un tennista e allenatore di tennis statunitense.
Fu il giocatore numero uno per 5 anni, prima come amatore e poi come professionista. È famoso per essere stato il primo a vincere tutti e quattro i tornei del Grande Slam nello stesso anno. Continua ad essere ricordato dagli appassionati del tennis per via del suo rovescio, uno dei migliori in assoluto, almeno fino all'arrivo di Ken Rosewall, tra gli anni cinquanta e sessanta.

## Biografia
Nato ad Oakland, in California, di origini scozzesi era figlio di John Budge che è stato un calciatore professionista giocando nei Rangers prima di un infortunio sul campo che lo costrinse ad abbandonare la carriera e a trasferirsi negli Stati Uniti per far fronte ai problemi respiratori.
Prima di scegliere il tennis si è dedicato ad altri sport quali il baseball e il basket. Era alto e magro e la sua altezza lo aiutò nel diventare uno dei più potenti servitori di tutti i tempi. La sua grazia nei movimenti, il suo rovescio potentissimo, unito al servizio e alla sua velocità, lo resero il miglior giocatore dell'epoca.

## Carriera

### Come dilettante
Studiò all'Università della California - Berkeley, fino al 1933 ma lasciò per giocare con la squadra statunitense la Coppa Davis. Abituato alle superfici dure della sua California, aveva difficoltà a giocare sui campi erbosi dell'est. Comunque, grazie ad un buon insegnante e ad un duro allenamento, nel 1937 sbancò Wimbledon, vincendo il titolo nel singolare, nel doppio maschile con Gene Mako e nel doppio misto con Alice Marble. Vinse poi gli U.S. National Championships nel singolare e nel doppio misto con Sarah Palfrey Fabyan.
Raggiunse la fama assoluta quell'anno battendo Gottfried von Cramm nelle finali inter-zona della Coppa Davis contro la Germania. Pur in svantaggio 1-4 nell'ultimo e decisivo set, riuscì a ribaltare la situazione e vincere per 8-6. La sua vittoria permise agli statunitensi di rivincere la Coppa Davis dopo 12 anni.
Per i suoi meriti, fu nominato Associated Press Male Athlete of the Year e divenne il primo tennista di sempre ad essere votato come sportivo a livello amatoriale al James E. Sullivan Award.
Nel 1938, raggiunse la gloria nel mondo amatoriale sconfiggendo: John Bromwich nella finale dell'Australian Open, Roderick Menzel agli Open di Francia, Bunny Austin a Wimbledon, dove non perse neanche un set e Gene Mako agli U.S. Open, divenendo il primo tennista a vincere in un anno tutti e 4 i tornei del Grande Slam.

### Come professionista
Passò tra i professionisti dopo aver vinto il Grande Slam, giocando da allora moltissimi incontri testa a testa.
Nel 1939 batté i due re del tennis professionistico di allora, Ellsworth Vines e Fred Perry, 22 match a 17 e 28 match a 8. Quell'anno vinse anche due importanti tornei pro: French Pro Championship (sconfiggendo in finale Vines e il Wembley Championship sconfiggendo in finale Hans Nüsslein.
Nel 1940 non ci furono tour professionistici ma si disputarono 7 tornei, a cui partecipò vincendone 4, tra cui il più importante, lo U.S. Pro Tennis Championships.
Nel 1941 Budge vinse un altro major tour sconfiggendo il quarantottenne Bill Tilden, battuto per 46 matches a 7, più 1 pareggio
Nel 1942 sconfisse invece nelle serie Bobby Riggs, Frank Kovacs, Perry e Les Stoefen e vinse per la seconda volta lo U.S. Pro Championships, battendo nettamente in finale Riggs con il punteggio 6-2 6-2 6-2.

### La guerra
Sempre nel 1942 si arruolò poi nell'esercito statunitense per combattere nella seconda guerra mondiale.
All'inizio del 1943, durante una corsa ad ostacoli, Don si strappò un muscolo della spalla. Nel suo libro "a Tennis Memoir", a pagina 144 disse che "la ferita non guarì, e la cicatrice che si formò complicò l'infortunio rendendolo ancora più serio. Ciononostante... ero ancora capace di svolgere i miei obblighi militari... 2 anni dopo, nella primavera del '45, mi presi un mese per andare a Berkeley da un osteopata, Dr. J. LeRoy Near, perché mi aiutasse". Quest'infortunio limitò le sue abilità per sempre. Durante il periodo militare fece alcuni incontri-esibizioni per le truppe, soprattutto nell'estate del 1945 quando la guerra stava ormai finendo; fu organizzato un torneo U.S. Army (Budge-Frank Parker) contro la U.S. Navy (Riggs - Wayne Sabin) secondo il formato della Coppa Davis. L'incontro principale fu Budge-Riggs, considerato che i due tennisti americani erano conosciuti come i migliori al mondo sia prima che dopo la guerra. I primi 2 match furono vinti da Budge con il punteggio di 6-2 6-2 (all'isola di Guam) e 6-4 7-5 (all'isola di Peleliu). Riggs vinse il terzo ed il quarto match per 6-1 6-1 (isola di Ulithi) e 6-3 4-6 6-1 (isola di Saipan). Nel quinto e decisivo incontro, disputato la prima settimana di agosto del 1945 sull'isola di Tinian, Riggs sconfisse Budge 6-8 6-1 8-6. Fu la prima volta che Riggs sconfisse Budge in una serie (che vinse poi il torneo battendo anche Parker nella serie per 3-2), dandogli un importante aiuto psicologico all'alba della ripresa dei tornei pro.

### Dalla fine della guerra al ritiro
Dopo la guerra, giocò ancora pochi anni, incontrando spesso Riggs. Nell'U.S. Tour del 1946, perse la serie di incontri per 24 a 22. la supremazia di Riggs fu confermata agli U.S. Pro, dove Budge fu sconfitto in 5 set. Riggs divenne il numero 1 al mondo in questi 2 anni. Budge raggiunse ancora due volte la finale degli U.S. Pro, perdendola nel 1949 contro Riggs a Forest Hills (New York) e nel 1953 contro Pancho Gonzales, a Cleveland.
L'ultima significativa vittoria di Budge avvenne nel 1954 in un tour del nord America con Gonzales, Pancho Segura e Frank Sedgman quando riuscì a sconfiggere Gonzales, che avrebbe vinto tutti gli altri scontri diretti, allora il miglior giocatore in attività.

### Dopo il ritiro
Dopo il ritiro dalle competizioni costruì e condusse una scuola di tennis per bambini. Gentiluomo dentro e fuori dal campo, Budge ritornò a giocare nel 1968 con l'avvento dell'era open, a Wimbledon nel doppio per veterani. Nel 1973, all'età di 58 anni, con Frank Sedgman come partner, vinse il titolo a Wimbledon. Nel dicembre del 1999, fu vittima di un incidente automobilistico dal quale non si riprese mai.
Morì il 26 gennaio 2000 in una casa di cura a Scranton, in Pennsylvania, all'età di 84 anni.

## Aneddoti
- Budge entrò a far parte dell'International Tennis Hall of Fame a Newport, Rhode Island nel 1964.[4]
- È menzionato in un musical: è infatti l'istruttore di tennis in Annie. la sua bravura è ricordata nella canzone I think I'm gonna like it here.
- Nel 1938 il suo amico nonché collega Gottfried von Cramm fu arrestato dal regime nazista per crimine di omosessualità. Budge, indignato da tale avvenimento, raccolse le firme di altri suoi illustri colleghi per una lettera da inviare a Hitler. Von Cramm fu liberato nel 1939.

## Statistiche

### Singolare

#### Grande Slam

##### Vinte (6)
| Anno | Torneo                   | Superficie  | Avversario in finale | Punteggio               |
| 1937 | Wimbledon                | Erba        | Gottfried von Cramm  | 6-3, 6-4, 6-2           |
| 1937 | U.S. Championships       | Erba        | Gottfried von Cramm  | 6-1, 7-9, 6-1, 3-6, 6-1 |
| 1938 | Australian Championships | Erba        | John Bromwich        | 6-4, 6-2, 6-1           |
| 1938 | French Championships     | Terra rossa | Roderik Menzel       | 6-3, 6-2, 6-4           |
| 1938 | Wimbledon (2)            | Erba        | Bunny Austin         | 6-1, 6-0, 6-3           |
| 1938 | U.S. Championships (2)   | Erba        | Gene Mako            | 6-3, 6-8, 6-2, 6-1      |

##### Sconfitte (1)
| Anno | Torneo             | Superficie | Avversario in finale | Punteggio                |
| 1936 | U.S. Championships | Erba       | Fred Perry           | 2-6, 6-2, 8-6, 1-6, 10-8 |

#### Pro Slam

##### Vinte (4)
| Anno | Torneo                        | Superficie  | Avversario in finale | Punteggio          |
| 1939 | French Pro Championship       | Terra rossa | Ellsworth Vines      | 6–2, 7–5, 6–3      |
| 1939 | Wembley Pro                   | Indoor      | Hans Nüsslein        | 13–11, 2–6, 6–4    |
| 1940 | U.S. Pro Tennis Championships | Terra rossa | Fred Perry           | 6–3, 5–7, 6–4, 6–3 |
| 1942 | U.S. Pro Championships        | Terra rossa | Bobby Riggs          | 6–2, 6–2, 6–2      |

##### Perse (4)
| Anno | Torneo                        | Superficie | Avversario in finale | Punteggio                |
| 1946 | U.S. Pro Tennis Championships | Erba       | Bobby Riggs          | 3–6, 1–6, 1–6            |
| 1947 | U.S. Pro Tennis Championships | Erba       | Bobby Riggs          | 6–3, 3–6, 8–10, 6–4, 3–6 |
| 1949 | U.S. Pro Tennis Championships | Erba       | Bobby Riggs          | 7–9, 6–3, 3–6, 5–7       |
| 1953 | U.S. Pro Tennis Championships | Indoor     | Pancho Gonzales      | 6–4, 4–6, 5–7, 2–6       |

#### Titoli da dilettante (1932-1938)
| Anno              | Torneo                                                    | Superficie  | Avversario in finale | Punteggio           |
| giugno 1933       | California State Championships, Berkeley                  |             |                      |                     |
| 18 giugno 1934    | California State Championships, Berkeley                  | Cemento     | Edward Chandler      | 6-4 5-7 7-5 3-6 7-5 |
| 1º aprile 1935    | Palm Springs Invitational, Palm Springs                   | Cemento     | Gene Mako            | 6-2 6-2             |
| 18 agosto 1935    | Newport Casino Trophy, Newport                            | Erba        | Francis Shields      | 6-3 5-7 3-6 8-6 6-1 |
| 23 settembre 1935 | Pacific Southwest Championships, Los Angeles              | Cemento     | Roderick Menzel      | 1-6 11-9 6-3 ritiro |
| 28 settembre 1935 | Pacific Coast Championships, Berkeley                     | Cemento     | Bobby Riggs          | 6-0 6-2 7-9 6-4     |
| 20 aprile 1936    | North & South Championships, Pinehurst                    | Terra rossa | Harold Surface       | 6-0 6-0 6-1         |
| 15 giugno 1936    | Queen's Club Championships, Londra                        | Erba        | David P. Jones       | 6-4 6-3             |
| 10 agosto 1936    | Eastern Grass Court Championships, Rye                    | Erba        | Bobby Riggs          | 6-8 6-2 6-4 6-3     |
| 6 ottobre 1936    | Pacific Coast Championships, Berkeley                     | Cemento     | Walter Senior        | 6-1 6-0 6-3         |
| 29 dicembre 1936  | Southern California Mid-Winter Championships, Los Angeles |             | Bobby Riggs          | 6-4 6-4             |
| 7 febbraio 1937   | Miami Surf Club Championships, Miami                      |             | Bryan Grant          | 6-3 2-6 6-4 6-4     |
| 21 giugno 1937    | Queen's Club Championships, Londra                        | Erba        | Bunny Henry Austin   | 6-1 6-2             |
| 4 luglio 1937     | Torneo di Wimbledon, Londra                               | Erba        | Gottfried von Cramm  | 6-3 6-4 6-2         |
| 21 agosto 1937    | Newport Casino Trophy, Newport                            | Erba        | Bobby Riggs          | 6-4 6-8 6-1 6-2     |
| 11 settembre 1937 | U.S. National Championships, New York                     | Erba        | Gottfried von Cramm  | 6-1 7-9 6-1 3-6 6-1 |
| 26 settembre 1937 | Pacific Southwest Championships, Los Angeles              | Cemento     | Gottfried von Cramm  | 2-6 7-5 6-4 7-5     |
| 10 ottobre 1937   | Pacific Coast Championships, Berkeley                     | Cemento     | Bobby Riggs          | 4-6 6-3 6-2 6-4     |
| 8 dicembre 1937   | Victorian Championships, Melbourne                        | Erba        | John Bromwich        | 8-6 6-3 9-7         |
| 31 gennaio 1938   | Australian Championships, Adelaide                        | Erba        | John Bromwich        | 6-4 6-2 6-1         |
| 11 giugno 1938    | Internazionali di Francia, Parigi                         | Terra rossa | Roderick Menzel      | 6-3 6-2 6-4         |
| 2 luglio 1938     | Torneo di Wimbledon, Londra                               | Erba        | Bunny Henry Austin   | 6-1 6-0 6-3         |
| 10 luglio 1938    | Czechoslovakian International Championships, Praga        |             | Ladislav Hecht       | 6-1 6-4 6-4         |
| 20 agosto 1938    | Newport Casino Trophy, Newport                            | Erba        | Sidney Wood          | 6-3 6-3 6-2         |
| 24 settembre 1938 | U.S. National Championships, New York                     | Erba        | Gene Mako            | 6-3 6-8 6-2 6-1     |

#### Titoli da professionista (1939-1962)
| Anno              | Torneo                                             | Superficie     | Avversario in finale | Punteggio           |
| 20 maggio 1939    | Wembley Championship, New York                     | Parquet indoor |                      | Round Robin         |
| 3 giugno 1939     | Southport Round Robin Pro Championships, Southport |                |                      | Round Robin         |
| 2 luglio 1939     | French Pro Championship, Parigi                    | Terra rossa    | Ellsworth Vines      | 6–2 7–5 6–3         |
| 25 febbraio 1940  | South Eastern Pro Championships, Miami Beach       | Terra rossa    | Fred Perry           | 6-2 6-3 6-4         |
| 21 aprile 1940    | North & South Pro Championships, Pinehurst         | Terra rossa    | Dick Skeen           | 6-0 6-3 6-0         |
| 28 aprile 1940    | U.S. Open, Greenbrier                              | Terra rossa    | Bruce Barnes         | 5-7 6-4 6-3 6-3     |
| 29 settembre 1940 | U.S. Pro Tennis Championships, Chicago             | Terra rossa    | Fred Perry           | 6–3, 5–7, 6–4, 6–3  |
| 4 luglio 1942     | U.S. Pro Tennis Championships, New York            | Erba           | Bobby Riggs          | 6-2 6-2 6-2         |
| luglio 1946       | Middles States Pro Championships, Filadelfia       |                | Welby van Horn       | 6-1 6-2 6-2         |
| 16 giugno 1946    | Southern Pro Championships, Memphis                |                | Bobby Riggs          | 6-2 1-6 4-6 6-3 6-4 |
| 24 giugno 1946    | Richmond Pro Championships, Richmond               | Terra rossa    | Bobby Riggs          | 5-7 6-4 2-6 6-3 6-4 |
| 20 ottobre 1946   | San Francisco Pro Championships, San Francisco     |                | Bobby Riggs          | 6-3 7-5 6-4         |
| 17 aprile 1955    | US Pro Clay Court Championships, Fort Lauderdale   | Terra rossa    | Bobby Riggs          | 6-4 6-4 8-6         |

#### Tour professionistici
| Data                             | Località             | Tour                     | Partecipanti                                                                                        |
| 3 gennaio 1939 - 6 marzo 1939    | Stati Uniti e Canada | World Pro Tour 1939      | 1) Don Budge (22-17) 2) Ellsworth Vines (17-22)                                                     |
| 10 marzo 1939 - 8 maggio 1939    | Stati Uniti e Canada | North American Tour 1939 | 1) Don Budge (28-8) 2) Fred Perry (8-28)                                                            |
| 2 maggio 1939 - ? 1939           | Europa               | European Tour 1939       | Don Budge Ellsworth Vines Bill Tilden Lester Stoefen                                                |
| 3 gennaio 1941 - 30 maggio 1941  | Stati Uniti e Canada | World Pro Tour 1941      | Don Budge (46-7-1) Bill Tilden (7-46-1)                                                             |
| 26 dicembre 1941 - 5 aprile 1942 | Stati Uniti e Canada | World Pro Tour 1941-1942 | Don Budge (52-18) Bobby Riggs (36-36) Frank Kovacs (25-26) Fred Perry (23-30) Lester Stoefen (2-28) |
| 9 marzo 1946 - ?                 | Stati Uniti e Canada | U.S. Tour 1946           | Bobby Riggs (24-22) Don Budge (22-24)                                                               |
| 1947                             | Stati Uniti e Canada | North American Tour 1947 | Bobby Riggs Don Budge                                                                               |
| gennaio 1951 - febbraio 1951     | Australia            | Australian Pro Tour 1951 | 1) Pancho Gonzales 36–6 2) Dinny Pails 27–15 3) Frank Parker 14–28 4) Don Budge 9–33                |
| 3 gennaio 1954 - 30 maggio 1954  | Stati Uniti e Canada | World Pro Tour 1954      | Pancho Gonzales Pancho Segura Frank Sedgman Don Budge Carl Earn Bobby Riggs                         |

### Doppio

#### Grande Slam

##### Vinte (4)
| Anno | Torneo                      | Compagno  | Avversari in finale             | Punteggio          |
| 1936 | U.S. National Championships | Gene Mako | Wilmer Allison John Van Ryn     | 6-4, 6-2, 6-4      |
| 1937 | Torneo di Wimbledon         | Gene Mako | Pat Hughes Raymond Tuckey       | 6-0, 6-4, 6-8, 6-1 |
| 1938 | Torneo di Wimbledon         | Gene Mako | Henner Henkel George von Metasa | 6-4, 3-6, 6-3, 8-6 |
| 1938 | U.S. National Championships | Gene Mako | Adrian Quist John Bromwich      | 6-3, 6-2, 6-1      |

#### Finali perse (3)
| Anno | Torneo                      | Compagno  | Avversari                         | Punteggio               |
| 1935 | U.S. National Championships | Gene Mako | Wilmer Allison John Van Ryn       | 6-2, 6-3, 2-6, 3-6, 6-1 |
| 1937 | U.S. National Championships | Gene Mako | Gottfried von Cramm Henner Henkel | 6-4, 7-5, 6-4           |
| 1938 | Internazionali di Francia   | Gene Mako | Bernard Destremau Yvon Petra      | 3-6, 6-3, 9-7, 6-1      |

### Doppio misto

#### Grande Slam

##### Vinte (4)
| Anno | Torneo                      | Compagna      | Avversari in finale               | Punteggio |
| 1937 | Torneo di Wimbledon         | Alice Marble  | Simonne Mathieu Yvon Petra        | 6-4, 6-1  |
| 1937 | U.S. National Championships | Sarah Palfrey | Sylvie Jung Henrotin Yvon Petra   | 6-1, 6-4  |
| 1938 | Wimbledon                   | Alice Marble  | Sarah Palfrey Cooke Henner Henkel | 6-1, 6-4  |
| 1938 | U.S. National Championships | Alice Marble  | Thelma Coyne John Bromwich        | 6-1, 6-2  |

##### Finali (2)
| Anno | Torneo              | Compagna            | Avversari in finale      | Punteggio     |
| 1936 | Torneo di Wimbledon | Sarah Palfrey Cooke | Dorothy Round Fred Perry | 4-6, 6-4, 6-4 |
| 1936 | U.S. Championships  | Sarah Palfrey Cooke | Alice Marble Gene Mako   | 6-3, 6-2      |